# Keihäsjärvi (sjö, lat 60,57, long 24,45)
Keihäsjärvi är en sjö i Finland. Den ligger i kommunen Loppis i landskapet Egentliga Tavastland, i den södra delen av landet, 50 km nordväst om huvudstaden Helsingfors. Keihäsjärvi ligger 108,5 meter över havet. I omgivningarna runt Keihäsjärvi växer i huvudsak blandskog. Arean är 87,5 hektar och strandlinjen är 4,85 kilometer lång. Sjön  ingår i Vanda å huvudavrinningsområde. 